# Jhansi Railway Settlement
Jhansi Railway Settlement – miasto w północnych Indiach w stanie Uttar Pradesh, na Nizinie Hindustańskiej.
Populacja miasta w 2001 roku wynosiła 15 500 mieszkańców.